# Флавио Диас Рибейро
Фла́вио Ди́ас Рибе́йро (порт.-браз. Flávio Dias Ribeiro; 12 апреля 1978, Сантус, Бразилия) — бразильский футболист, нападающий.

## Биография
Начал выступать за клуб «Португеза Сантиста». Потом играл за американские клубы: «Дайтона Тигрес» и «Орландо Сундогс», бразильские: «Сантос», «Ябакуара», «Гремио Саокарленсе», «Сан-Жозе». В 2003 году выступая за «Пелотас» стал лучшим бомбардиром Лиги Гаушу забив 18 мячей. После этого выступал за: «Гремио», португальскую «Академику» (Коимбра), «Аваи» и «15 Ноября». В 2006 году выступал за украинский клуб «Заря» (Луганск), в чемпионате Украины провёл 6 матчей забил 2 гола, дебютировал 22 октября 2006 года в матче против мариупольского «Ильичёвца» (1:1). После снова выступал за «Пелотас», а в сезоне 2007/08 играл в греческом «Ираклисе». В 2009 году выступал за «Ипирангу». Сейчас играет в клубе «Итуано».